# Hedyotis gartmorensis
Hedyotis gartmorensis är en måreväxtart som beskrevs av Colin Ernest Ridsdale. Hedyotis gartmorensis ingår i släktet Hedyotis och familjen måreväxter. Inga underarter finns listade i Catalogue of Life.